# Mauressargues
 Mauressargues  es una población y comuna francesa, situada en la región de Languedoc-Rosellón, departamento de Gard, en el distrito de Alès y cantón de Lédignan.

## Demografía
| 95 | 95 | 85 | 98 | 95 | 92 |
| Para los censos de 1962 a 1999 la población legal corresponde a la población sin duplicidades (Fuente: INSEE [Consultar]) |    |    |    |    |    |